# 烏爾里拉琴

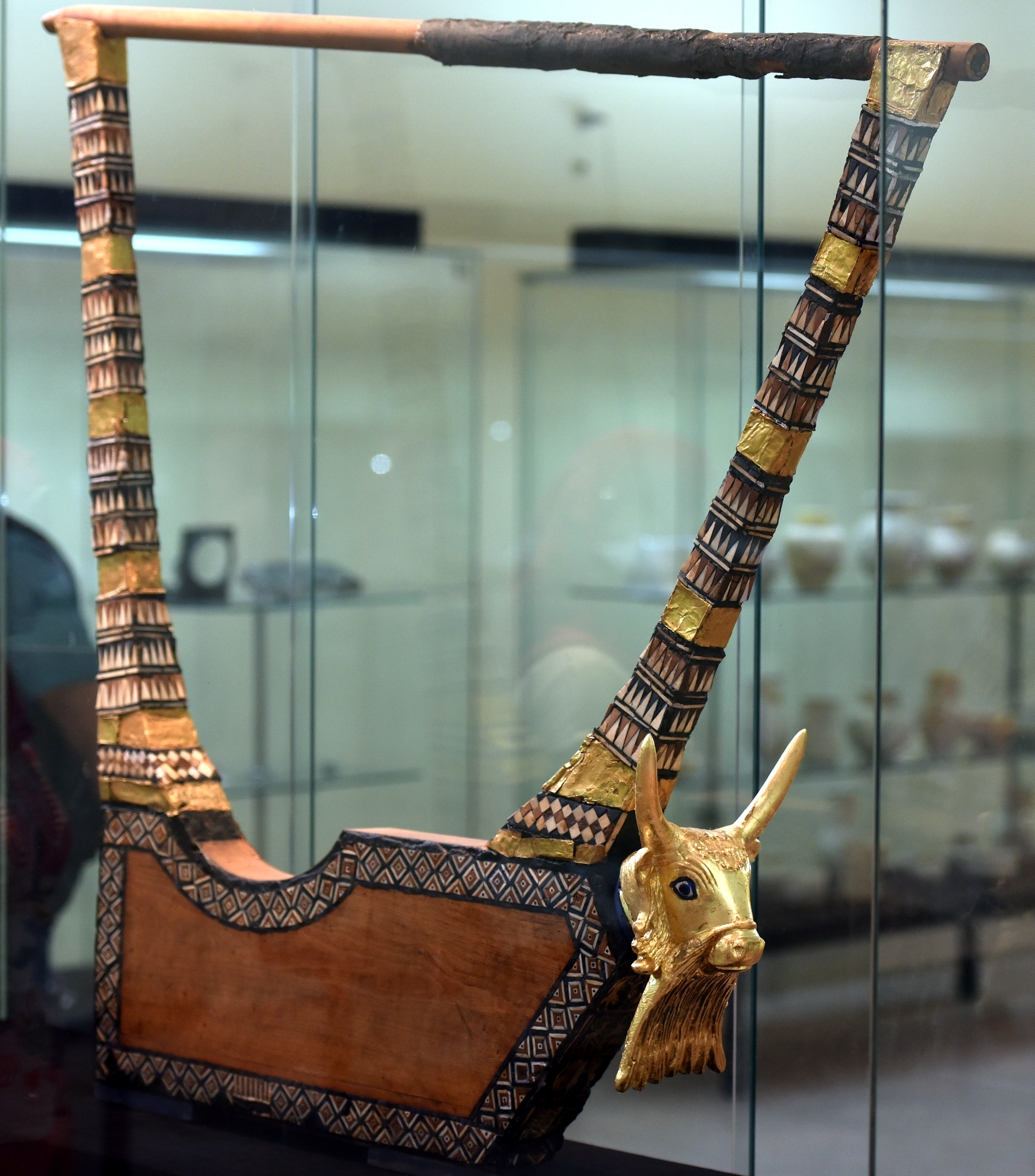
金里拉琴，現存伊拉克國家博物館

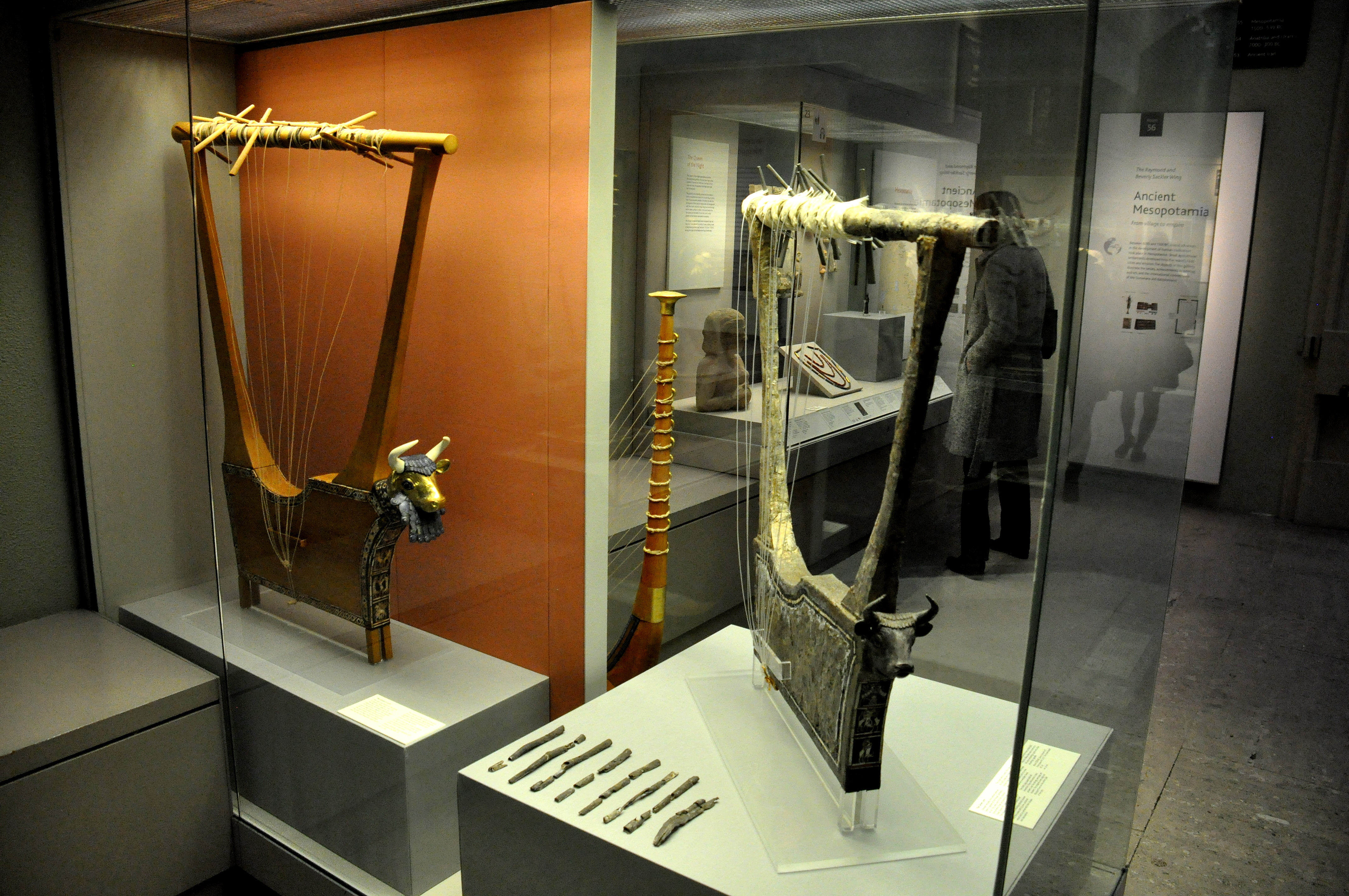
女王里拉琴和銀里拉琴，現存倫敦大英博物館。

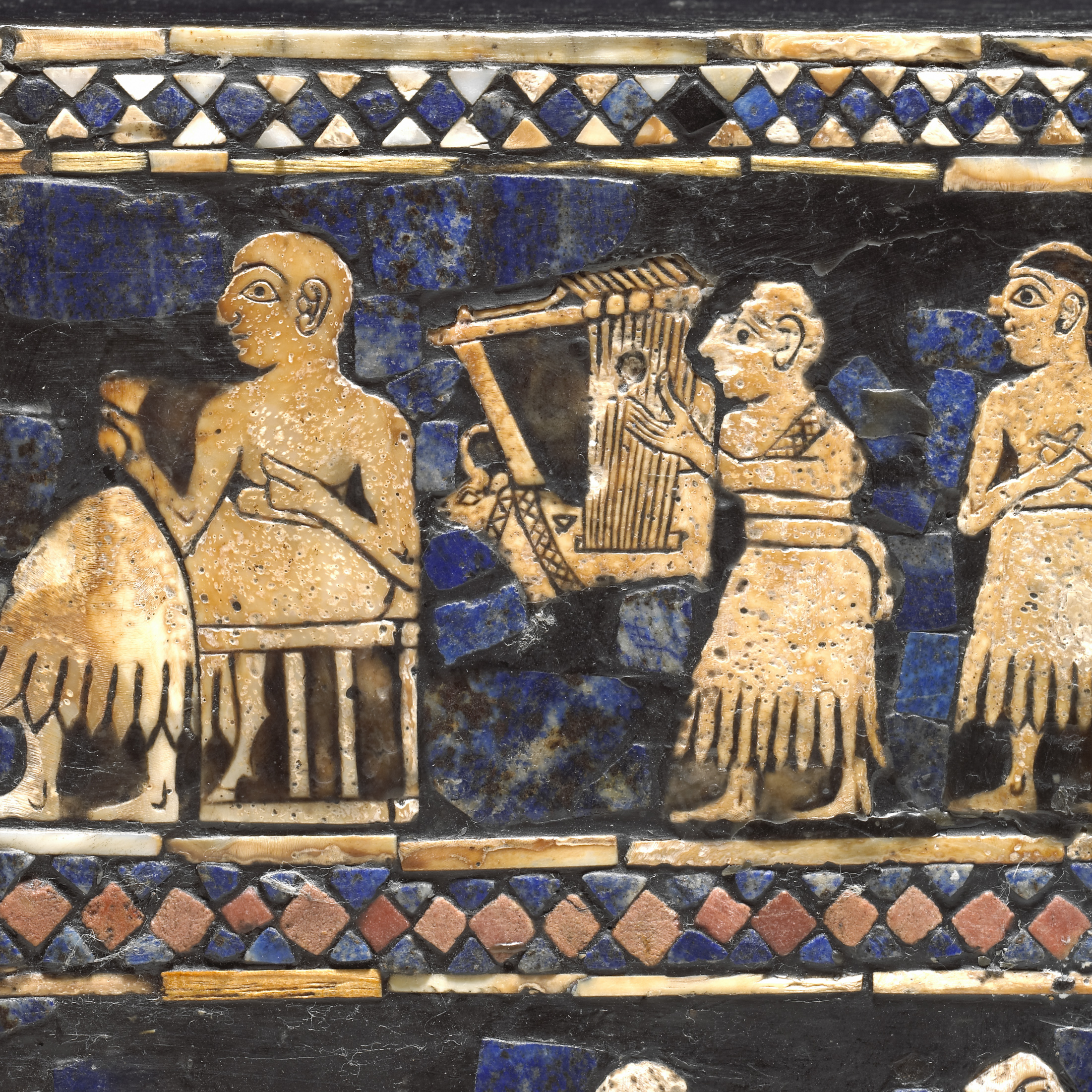
《烏爾皇家旗》的「和平」面板的細節，顯示了一名樂師，該面板是從與烏爾里拉琴出土地點相同的地方發掘出來的。

烏爾里拉琴（英語：Lyres of Ur）或稱為烏爾豎琴（英語：Harps of Ur），是一組於1922年至1934年間在伊拉克烏爾皇家公墓遺跡中被發掘出來的弦樂器，該樂器的存在可追溯到美索不達米亞的早期王朝時期，約公元前2550年至2450年之間，因此成為世界上現存最古老的弦樂器。
在挖掘現場中發現九把里拉琴（lyre）和兩把豎琴（harp）。其中有八件里拉琴屬於牛頭形制，其共鳴箱上附有寫實的牛頭，共鳴箱形成公牛抽象化的身軀。這些樂器遺骸在經過修復後，分發給參與挖掘的博物館收藏。最好的「金里拉琴」現藏於巴格達的伊拉克國家博物館。倫敦的大英博物馆收藏了「女王里拉琴」和「銀里拉琴」，而費城的賓大博物館則擁有「大里拉琴」。琴上的牛頭裝飾也被視為當時美索不達米亞藝術的典範，里拉琴上的金屬裝飾反映了當時使用的金工技術，製作精湛。

## 發現
1929年，代表大英博物館和賓夕法尼亞大學考古學和人類學博物館聯合探險隊的英國考古學家伦纳德·伍利，在挖掘位於伊拉克那西里亞市16公里處，曾是古蘇美爾城市烏爾皇家公墓遺跡發現了烏爾里拉琴的碎片，「死亡大坑」發現三把，在國王之墓發現兩把，在普阿比女王墓發現兩把，PG 1332一把，PG1151一把。據說有一具屍體靠在里拉琴上，她的手骨放在琴弦所在的位置，就像在彈奏它一樣。。在發現這些琴後，伍利迅速倒入液體石膏以恢復樂器木製框架的精細形狀。儘管在發現時，樂器的木材已呈現腐爛階段，但由於一些不朽的材料，如部分結構被金箔和銀所覆蓋，因而使琴有著修復成原貌的機會。

## 里拉琴
里拉琴是一種有弦樂器，通常是由琴柱、絃臂、琴弦和琴頭組成。里拉琴通常分為箱式和碗式兩種，其樂器通常是以木材或其他材料製成，並且在身體底部附有射出的角。箱形琴柱呈現一個方形的結構，碗形里拉琴有一個圓形的結構和較為彎曲的背部。在烏爾所發現的里拉琴則屬於箱形里拉琴，並且是一種以直立姿勢演奏，使用雙手彈奏琴弦的樂器。
里拉琴與豎琴的主要區別在於，里拉琴具有兩個從琴體或共鳴箱伸出的琴柱，連接到上端的橫桿，琴弦則繫在琴體與上方橫桿間。豎琴則有一個弦臂從琴體的一端以曲線或角度伸出。弦附著在琴體和弦臂上，且長度各不相同。雖然這些烏爾出土的琴也常被稱為豎琴，出土的印章圖案亦顯示了那時存在豎琴。但實際上目前所有已知以牛頭裝飾的絃樂器皆屬於里拉琴。
根據里拉琴被發現的方式，人們相信該樂器在葬礼儀式中用於伴奏歌曲。每把里拉琴有11根琴弦，演奏時能夠在整首歌曲中反覆產生一種嗡鳴聲。演奏這個樂器的音樂家會重複琴上所顯示的模式。

## 現存的里拉琴

### 金里拉琴
金里拉琴（Golden Lyre）被視為是當代保存最佳的烏爾里拉琴之一，該樂器於「死亡大坑」（Tomb PG 1237）發現，後由伍利捐贈至巴格達的伊拉克國家博物館，然而在修復時，黃金琴在2003年曾一度於伊拉克战争期間幾乎被摧毀。；
金里拉琴的材料在次年夏天被回收，並於同年秋天開始修復：在國際援助和機構合作（勞格伯勒大學和西迪恩學院）的幫助下，金里拉琴的修復工作由安迪·洛因斯（Andy Lowings）指導。重建費用為25,000英鎊，當前已經重建了一個複製品。
金里拉琴因其公牛頭的整個部位都是金製而得名。公牛的眼睛則是用嵌板珍珠母和青金石製成的，牛鬍鬚在外觀上與「銀里拉琴」和「女王里拉琴」類似。公牛的身體原本是木製的，但沒有保存下來。發現者沃利認為，與其他琴不同，「金里拉琴」的裝飾原本可能還有牛腿的結構。

### 女王里拉琴
女王里拉琴（Queen's Lyre）是沃利在普阿比女王墓（Tomb PG 800）中發現的兩把里拉琴之一，該樂器高110厘米（44英寸），外觀與大里拉琴（Great Lyre）相似，其公牛的面具是金製的。眼睛、頭髮和鬍鬚都是用青金石製成，牛角則是在現代技術所復原。該琴的形狀意在模仿牛的身體。但在和大里拉琴之間的區別是，大里拉琴的牛頭頭髮直直穿過前額，而女王里拉琴的牛頭頭髮則在眉骨周圍略微彎曲，在前額形成中心點。

### 銀里拉琴
第二把在普阿比女王墓發現的琴是銀製里拉琴，藏於賓大博物館。還有另一把銀製的里拉琴是在「死亡大坑」中發現，被稱為銀里拉琴（Silver Lyre）高110厘米，寬97厘米，現藏於大英博物館。。這兩把銀製里拉琴皆為木製，以銀片覆蓋並用小銀釘固定。琴眼是由青金石製成的，也使用狹窄的青金石邊緣進行修飾，是唯一牛頭沒有鬍子的琴。由於較為幼嫩的面孔，有些人認為它實際上是一頭母牛並非公牛，兩把銀製里拉琴外觀相當相似，但在普阿比女王墓中的銀牛頭的頭髮以三角形向下指向公牛前額，死亡大坑的銀牛頭的頭髮則是直直穿過前額。

### 牛頭里拉琴
牛頭里拉琴（Bull Headed Lyre）或稱大里拉琴（Great Lyre）長40公分，寬25公分，深19公分。該樂器是在「國王之墓」（Tomb PG 789）發現，琴的形狀意味著該樂器的形式皆以模仿著公牛的身體。樂器的頭部，面孔和角都包覆著金箔，鬍鬚和眼睛以青金石製成。在頭部下方是一個前面板，由貝殼嵌入瀝青中製成。此面板描繪了一個人物抓住公牛的角，公牛頭本身可能代表著太陽神乌图，據說他能夠進入地下世界。這個琴現藏於費城的賓大博物館。

### 其他琴
賓大博物館還保存一個出土自「死亡大坑」的銀船形琴，稱「船型里拉琴」（Boat Lyre），該琴有一尊站立的雄鹿雕像，因其船型構造而引發屬於豎琴還是里拉琴的爭論，但實際上屬於一種被稱為「不對稱」的里拉琴。此外還保存一件青銅牛頭，出自阿卡蘭杜格（Akalamdug）之墓（PG 1332），眼睛鑲嵌著貝殼和青金石，原先裝設青銅牛頭的琴應該是大里拉琴的小號版本，這可能是在古代真正在使用的樂器，而大里拉琴則用於祈願及宗教。
「國王之墓」還發現一把有銅牛頭和貝殼飾板的里拉琴，現藏於大英博物館，
「PG 1151」亦發現了一把里拉琴，稱為石膏里拉琴（Plaster Lyre），牛頭為銅製，現藏於伊拉克國家博物館。
在這一時期的石板上，有六幅關於手持豎琴的圖，通常有四到五根弦。烏爾出土了兩把豎琴的部位，目前皆收藏於大英博物館。伍利曾誤將普阿比女王墓中的一把豎琴與里拉琴相結合； 現在人們普遍認為這是兩種不同的樂器。普阿比女王墓中的豎琴被重建為13弦的船形豎琴。

## 圖片

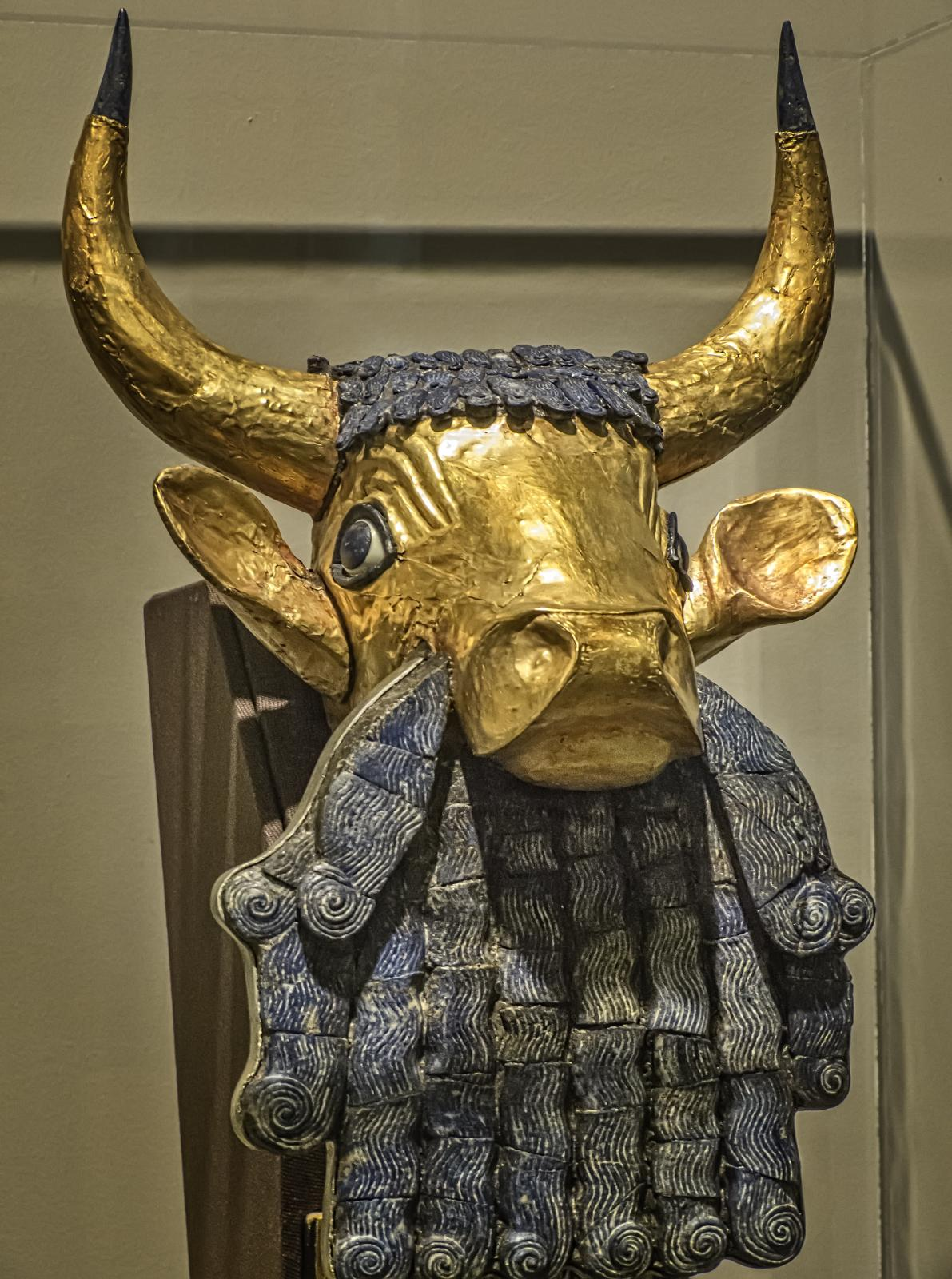
牛頭里拉琴，賓大博物館藏
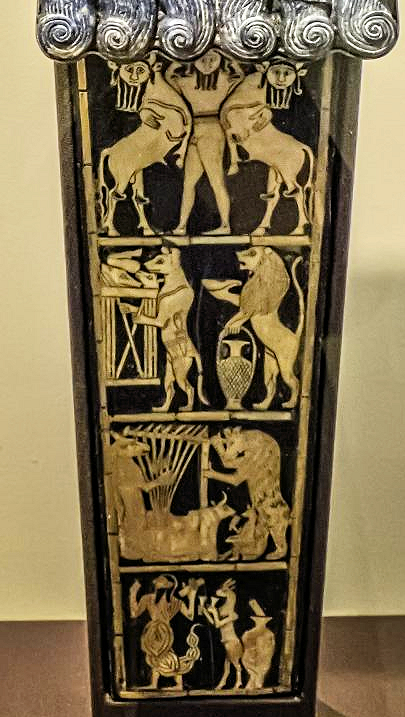
牛頭里拉琴的嵌板
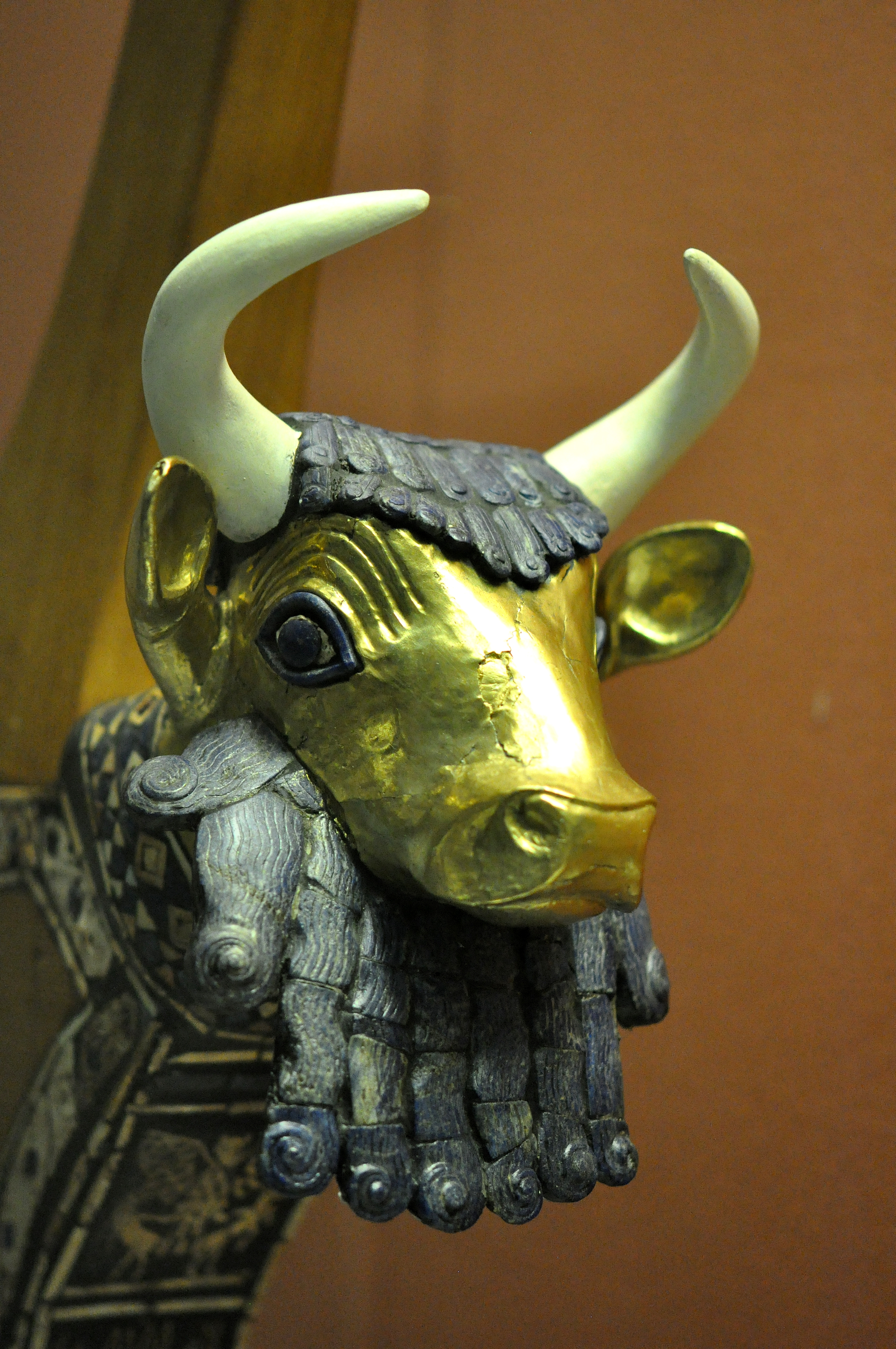
女王里拉琴的牛頭
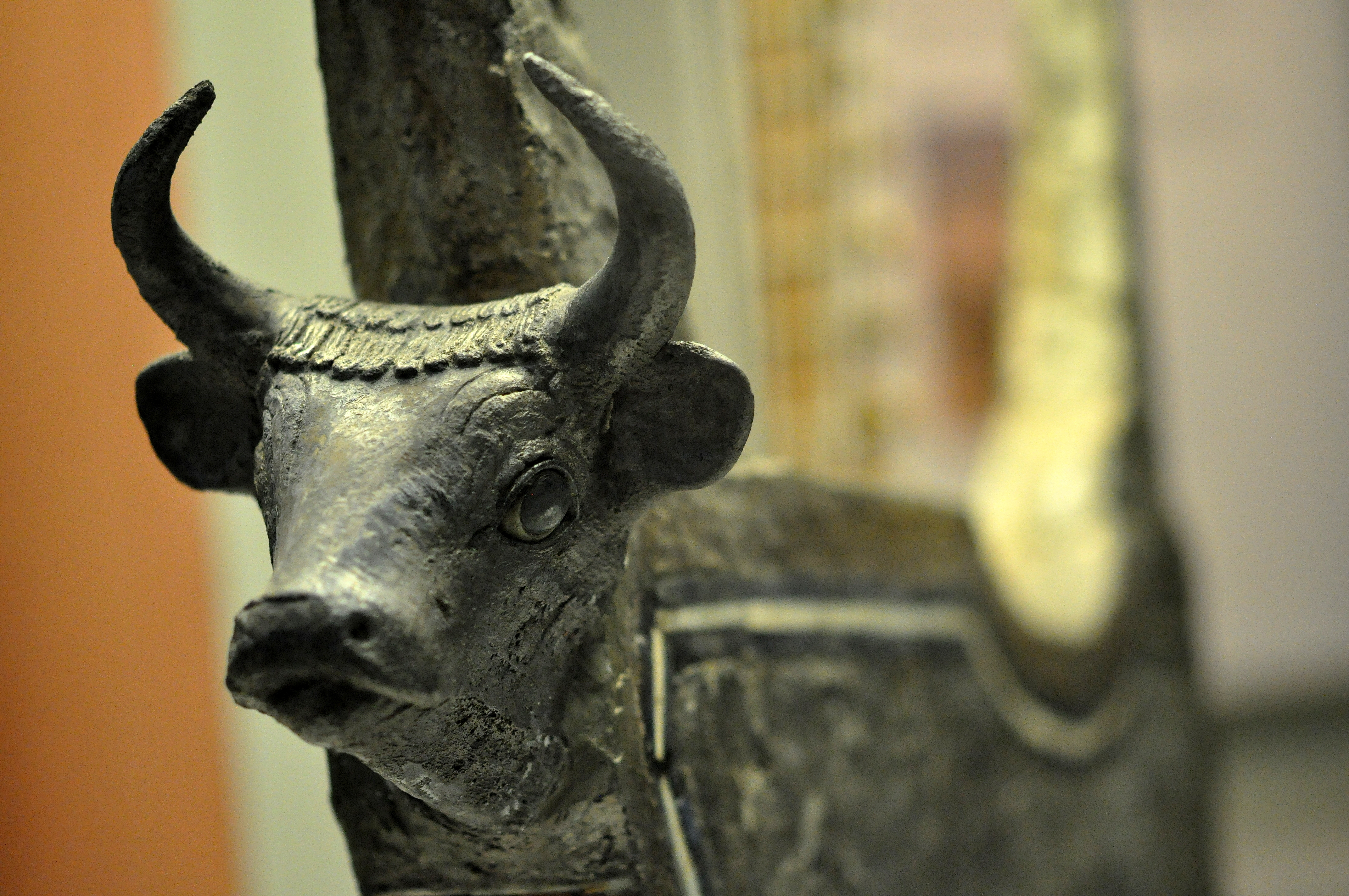
銀里拉琴的牛頭，出自死亡大坑
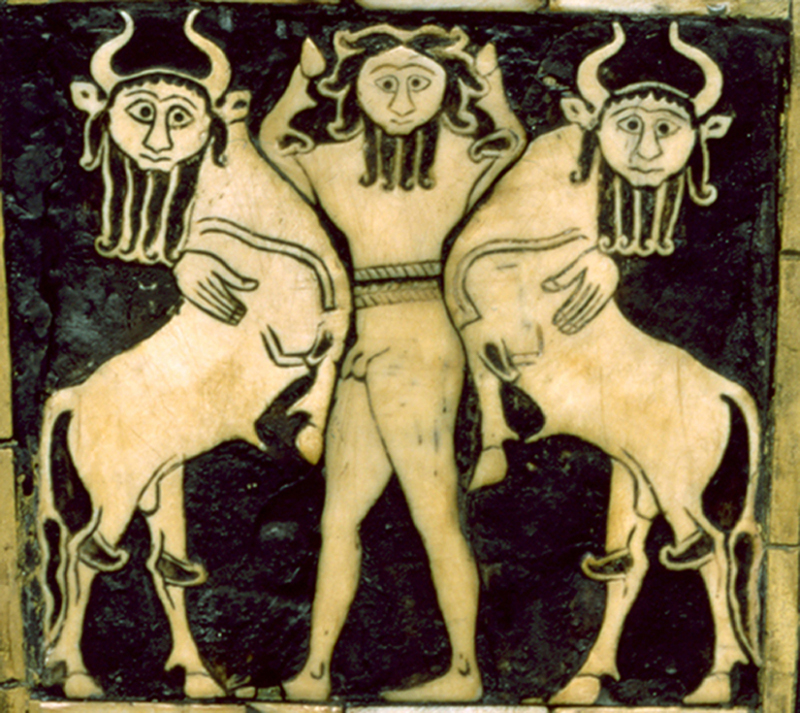
牛頭里拉琴面板中的動物之主（英语：Master_of_Animals）圖案
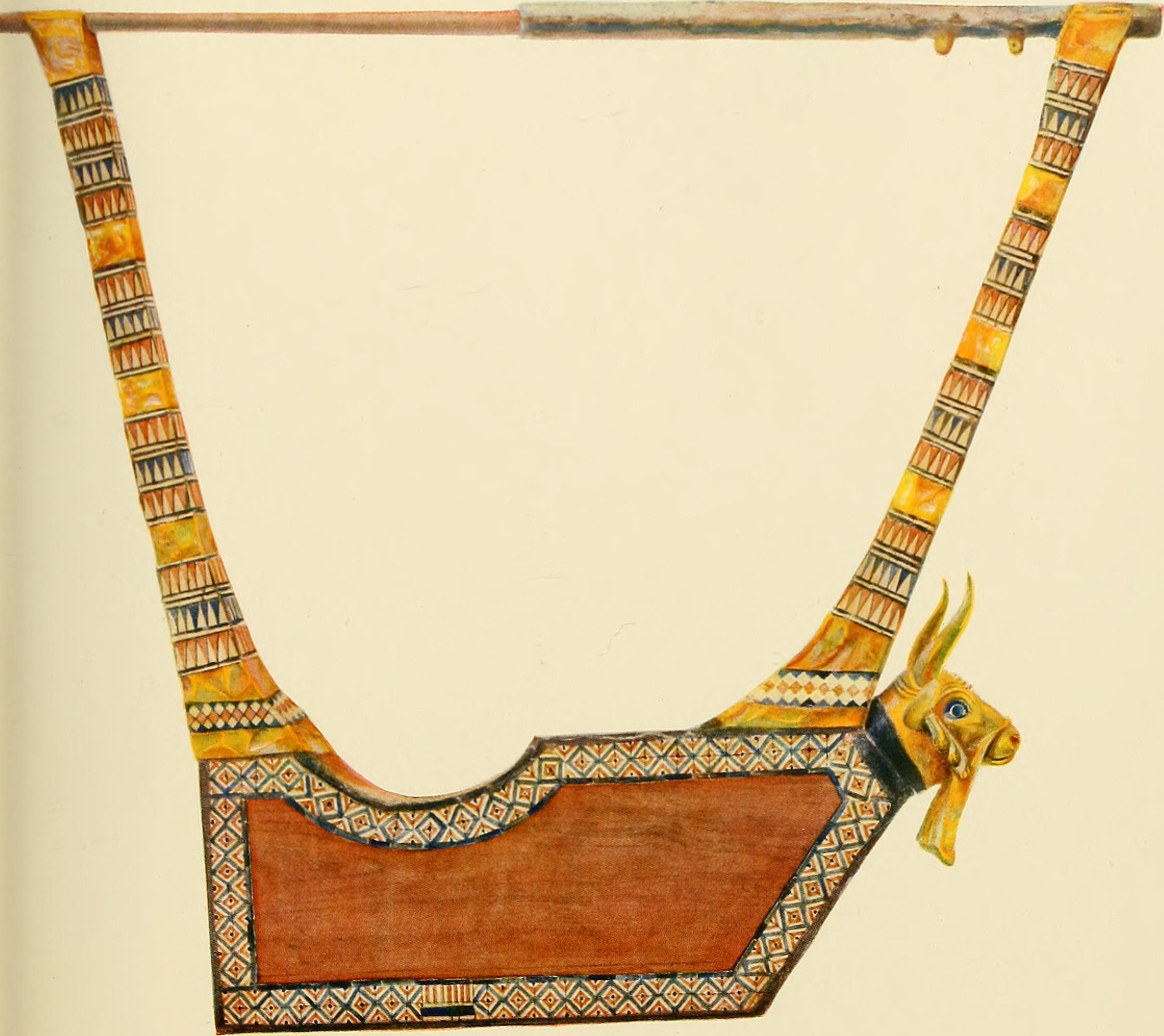
伍利出版所描繪的金里拉琴
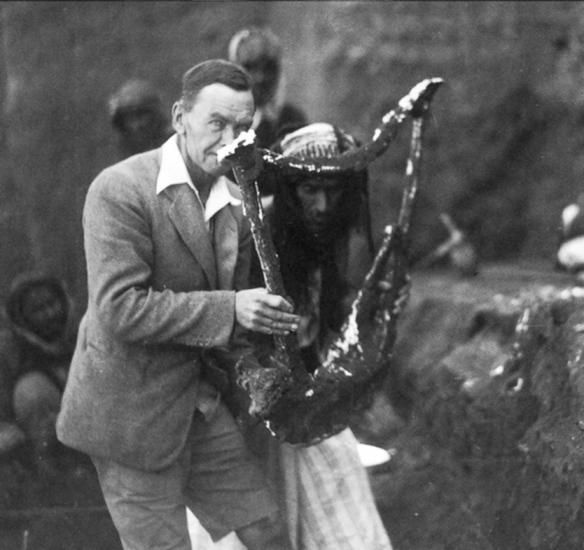
倫納德·伍利拿著女王里拉琴的石膏模型。
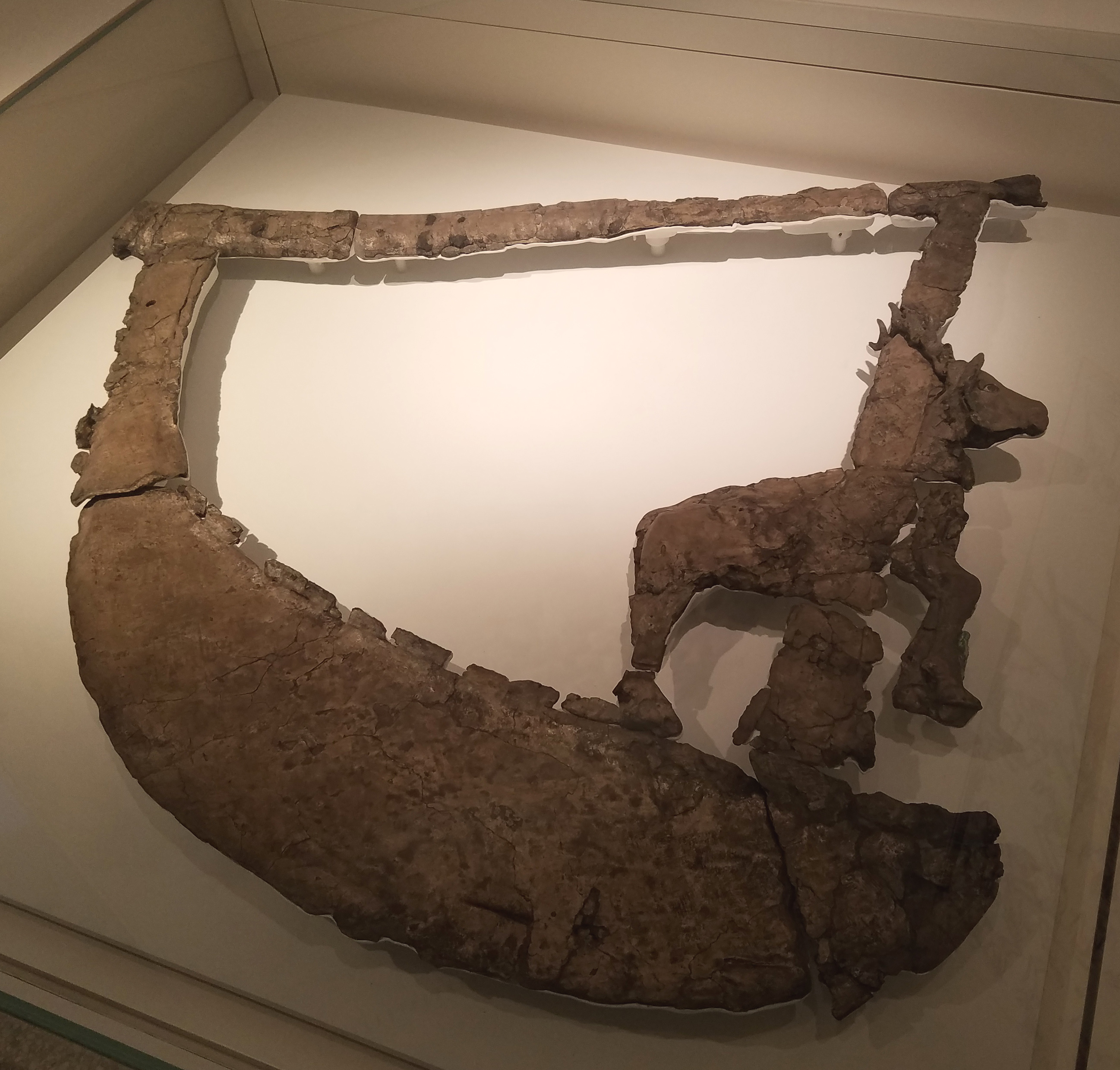
船型里拉琴（Boat Lyre），賓大博物館藏
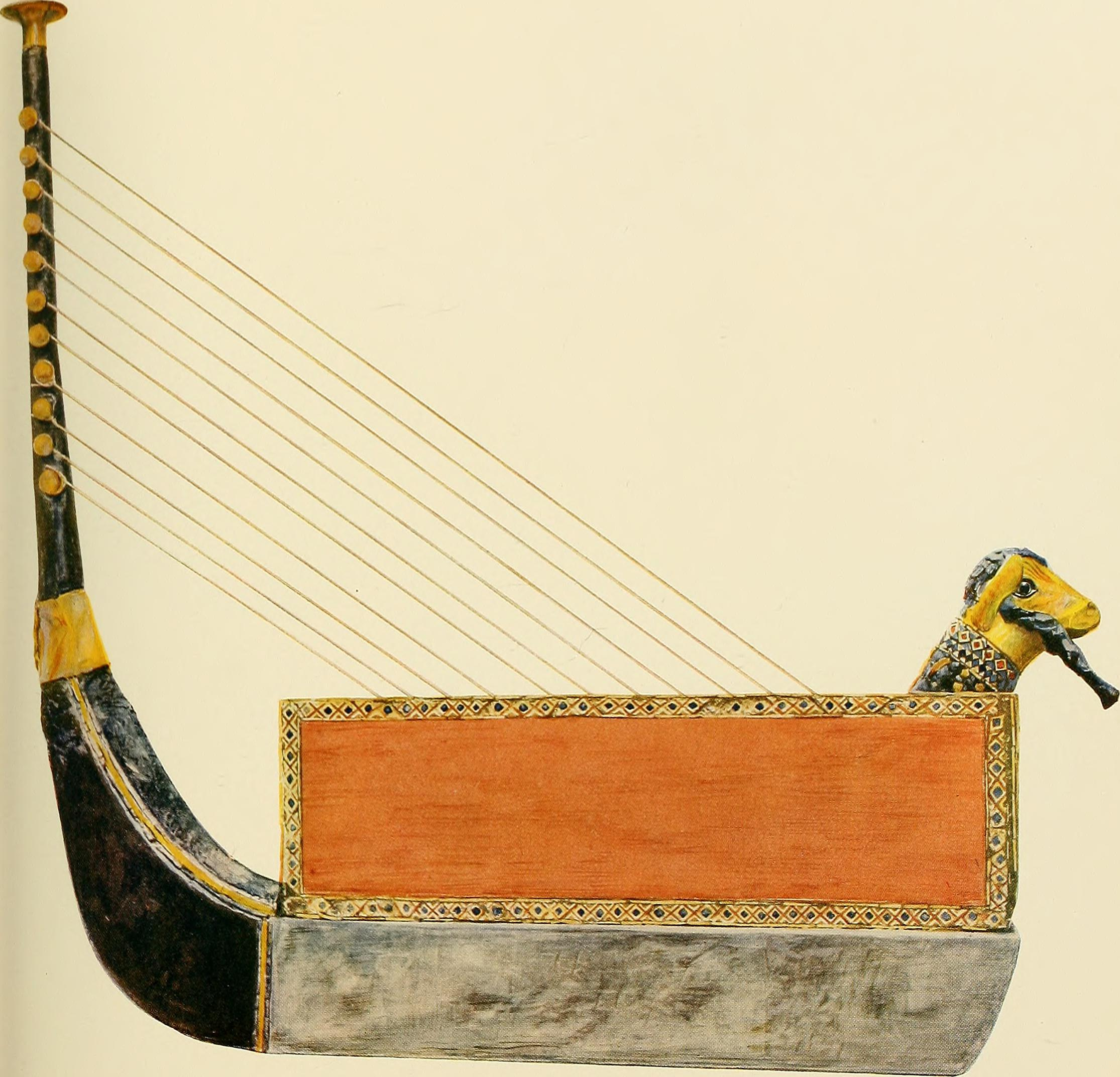
伍利當時的錯誤重建，融合了豎琴與里拉琴。稱為「普阿比豎琴」（Puabi's Harp）或皇家豎琴（Royal Harp），
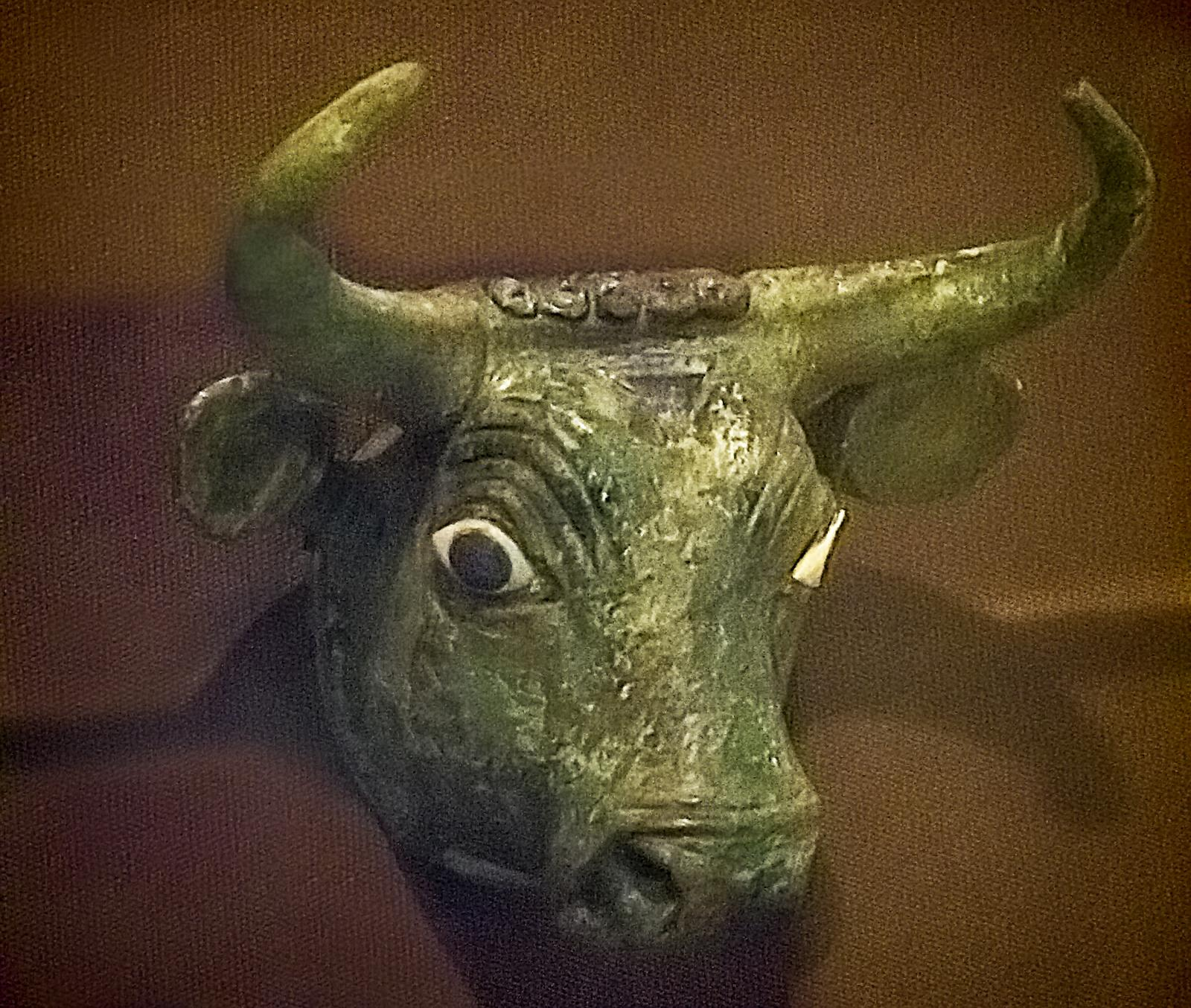
青銅牛頭，賓大博物館藏
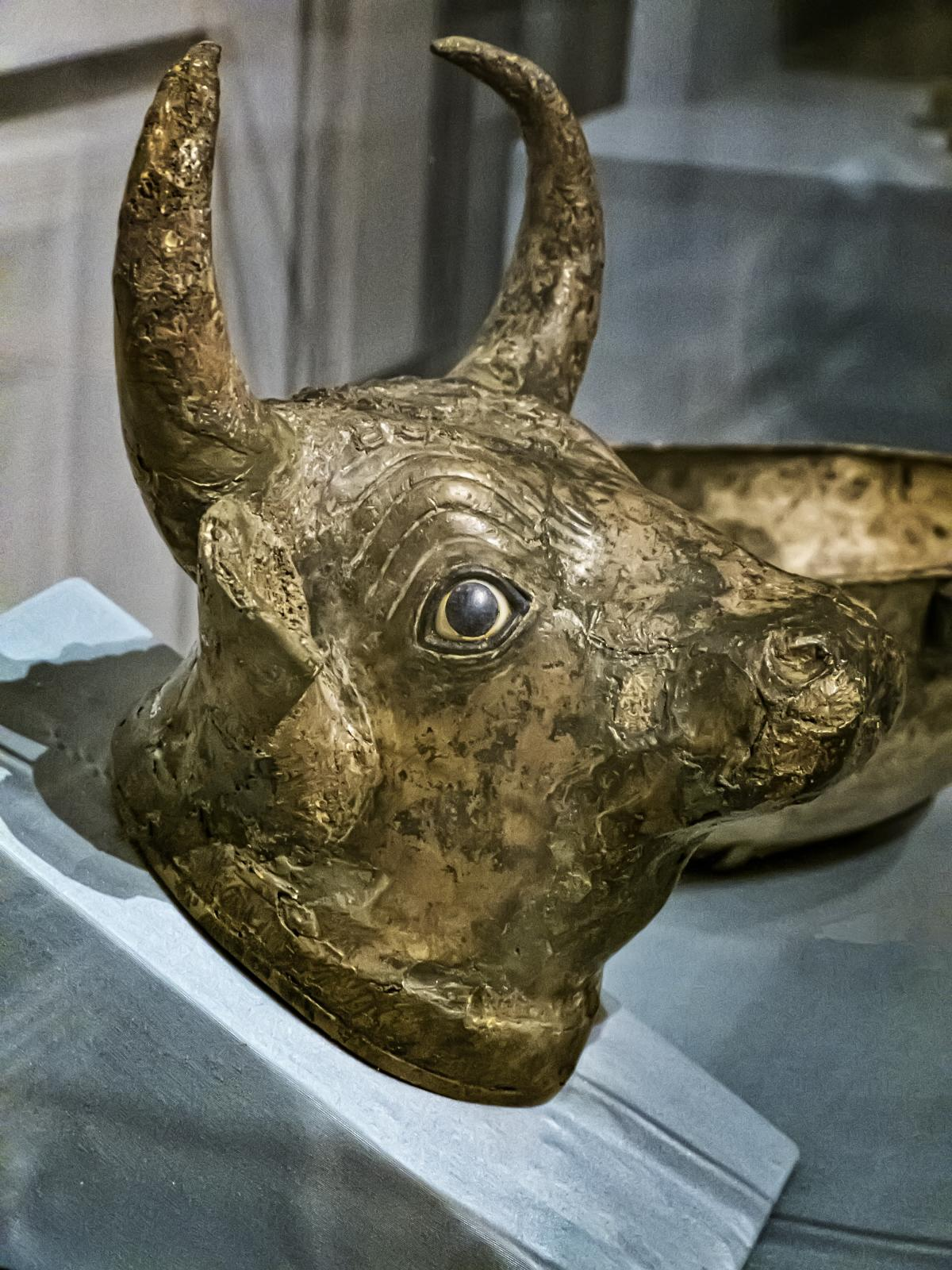
普阿比女王墓的銀牛頭，賓大博物館藏